# El Jardín de Clarilú
 (mars 2020).
Si vous disposez d'ouvrages ou d'articles de référence ou si vous connaissez des sites web de qualité traitant du thème abordé ici, merci de compléter l'article en donnant les références utiles à sa vérifiabilité et en les liant à la section « Notes et références ».
 (mars 2020).
El Jardín de Clarilú est une série télévisée argentine a été produit par Metrovision Producciones S.A., et diffusé par Disney Junior (Amérique latine), le 1er avril 2011 et le 12 décembre 2014. La série était la première production originale de la chaîne Disney Junior (Amérique latine).

## Synopsis
La série montre une petite fille nommée Clarilú qui résout plusieurs mystères qui se produisent dans son jardin, avec son meilleur ami Pencil, un chien crayon.
La série suit une formule stricte, où Clarilú reçoit une lettre mystérieuse au début de l'épisode, ce qui l'encourage à retrouver un objet perdu et à découvrir qui a envoyé la lettre.

## Argument
Pendant leur tournée, Clarilú et Lápiz reçoivent l'aide de leurs amis: un facteur aviateur et sa libellule géante, un groupe de papillons colorés, une araignée sage, des canards de bassin et une volée de musiciens voyageant sur la coquille d'un escargot géant et coloré.
Au cours de cette tournée, les spectateurs sont invités à interagir avec l'histoire en participant à la recherche du personnage mystérieux, en encourageant l'implantation de la pensée analytique-synthétique qui est mise en pratique avant toute situation de résolution de problème.  Les clés présentées stimulent l'apprentissage des lettres et des mots des chansons, des comptines et des jeux éducatifs.
Le jardin Clarilú stimule les compétences de pré-lecture et de lecture initiale. La dynamique de l'histoire, le cadre et les personnages originaux favorisent l'apprentissage implicite, car, tandis que l'attention de l'enfant est concentrée sur l'histoire, il prend contact et intègre les concepts de lecture et d'écriture de manière dynamique et amusante.
Le Clarilú jardin encourage les petits téléspectateurs à montrer leurs compétences dans la résolution de problèmes logiques et les accompagne dans l'apprentissage initial de la lecture écrite, en ajoutant des outils précieux pour le développement scolaire futur d'eux.

## Distribution et personnages
- Agustina Cabo : Clarilú
- Thomas Lepera : Pipo
- Leandro Zanardi : A
- Andrés Espinel : B
- Sophie Oliver : C

Voix
- Carmen Sarahí : Loli
- Carolina Ayala : Irina
- Moisés Palacios : Cuac
- Luis Daniel Ramírez : Duvet
- Alma Delia Pérez : Griselda
- Arturo Valdemar : Arco-iris 1
- Analiz Sánchez : Arco-iris 2
- Juan Carlos Tinoco : Roco